# Lovad
Lovad, artistnamn för Lova Inger Irene Drevstam, född 4 november 1992 i Tyresö, är en svensk sångerska och låtskrivare. Hon har blivit utnämnd till Stockholms Topp 5 av Sveriges Radio och blivit tilldelad ett STIM-stipendium för sitt musik- och textförfattande (2019). Hon har uppträtt tillsammans med bland annat Plura, Mauro Scocco och Eric Gadd. Hon sjunger dessutom tillsammans med Albin Johnsén på låten "Vi gjorde vårt bästa".
Lovad deltog Melodifestivalen 2021 med låten "Allting är precis likadant" som är skriven av henne själv, Mattias Andréasson, Alexander Nivek och Albin Johnsén. Bidraget som tävlade i fjärde deltävlingen hamnade på sjätte plats och gick därmed inte vidare.